# Kh-101
Le Kh-101 (russe : Х-101; Nom de code OTAN : AS-23 « Kodiak ») est un missile de croisière subsonique russe air-sol. Conçu dans les années 1990, il a subi des tests dans les années 2000 et est entré en service dans les années 2010, il a été utilisé pendant la guerre civile syrienne et l'invasion russe de l'Ukraine.
Le Kh-102 est une version stratégique du Kh-101, armée d'une charge nucléaire.

## Développement
À la fin des années 1980, les travaux ont commencé sur un remplacement du missile de croisière Kh-55, avec des ogives conventionnelles (Kh-101) ou nucléaires (Kh-102) doté d'une plus grande furtivité. Le nouveau missile a été conçu par Igor Seleznyev de Raduga. L'importance des missiles avancés comme « multiplicateurs de force » a augmenté à mesure que la flotte russe de bombardiers à missiles de croisière disponibles diminuait au début des années 1990. L'annulation de l'ambitieux missile à statoréacteur Kh-90 en raison du traité INF en 1987 a conduit à un regain d'intérêt pour l'amélioration du Kh-55, en particulier pour atteindre la précision inférieur 20 m requise pour atteindre des cibles d'infrastructure avec des missiles conventionnels. Le premier vol du Kh-101 a eu lieu en 1998 et les essais d'évaluation ont commencé en 2000.
Les premiers tests ont été effectués en 1995 et le missile a été accepté pour le service en 2012. Les premières images du Kh-101 sont apparues en 2007,.

## Conception

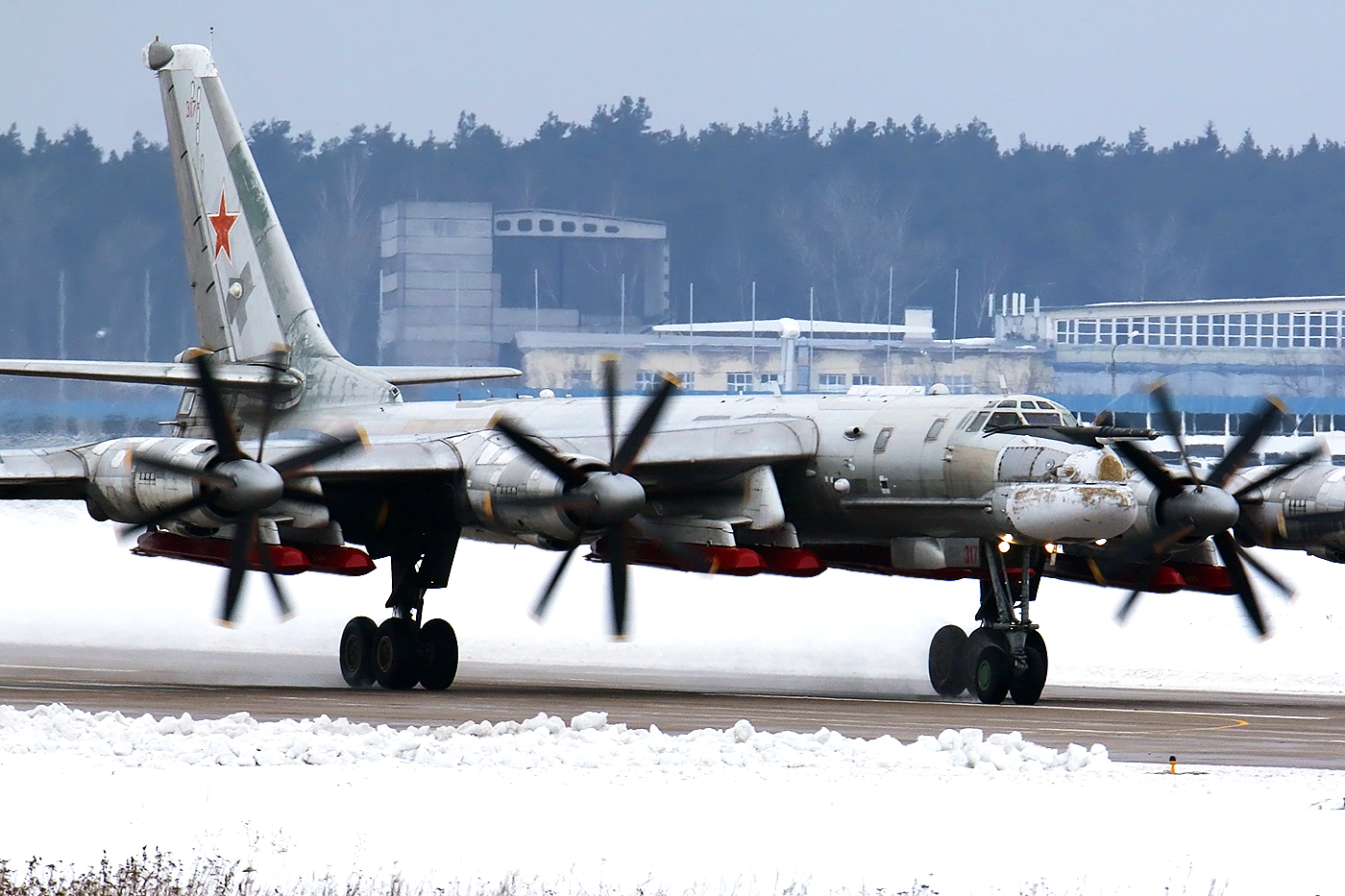
Des missiles Kh-101 sous les ailes d'un Tupolev Tu-95

Le Kh-101/102 est spécifiquement conçu pour le lancement aérien, abandonnant la section transversale circulaire du fuselage du Kh-55 pour un nez et une section avant du fuselage de forme aérodynamique. Il mesure 7,45 m de long avec une masse de lancement de 2 200-2 400 kg et est équipé d'une ogive de 400-450 kg une ogive hautement explosive, pénétrante, à fragmentation ou d'une ogive à charge nucléaire 250 kt pour le Kh-102. Le missile est propulsé par un turboréacteur TRDD-50A produisant 450 kg de poussée pour une vitesse de croisière à 700-720 km/h avec une vitesse maximale de 970 km/h. Il vole en général à 30-70 m au-dessus du sol et atteint des cibles fixes à l'aide d'une carte numérique pré-téléchargée pour le suivi du terrain et GLONASS / INS pour la correction de trajectoire afin d'atteindre une précision de 6 à 10 mètres. Il est censé pouvoir atteindre de petites cibles mobiles telles que des véhicules à l'aide d'un capteur électro-optique terminal ou d'un système d'imagerie infrarouge. Les missiles sont équipés d'un système de défense électronique embarqué depuis fin 2018. Sa portée est d'environ 3 500 km.
Le Tu-95MS peut transporter huit missiles sous ses ailes et le Tu-160 peut être équipé de deux lanceurs à tambour chargés chacun de six missiles, soit un total de 12 missiles.
La version tactique du Kh-SD devait être portée par le Tu-95MS (quatorze missiles) et le Tu-22M (huit missiles).

## Historique opérationnel

### Guerre civile syrienne
Au cours du bombardement russe de la Syrie le 17 novembre 2015, le ministère russe de la Défense a rapporté que les bombardiers stratégiques Tupolev Tu-95MS et Tupolev Tu-160 ont lancé un total de 34 missiles de croisière contre 14 cibles de l'EIIL en Syrie. Alors que le Tu-95MS utilisait le missile de croisière Kh-55, les Tu-160 étaient équipés du Kh-101 lors de leur première utilisation au combat,,,,.
L'agence de presse russe TASS a rapporté le 17 novembre 2016 que des Tu-95MS modernisés, armés de missiles de croisière Kh-55 et Kh-101, avaient lancé des frappes aériennes contre des cibles en Syrie,.
Le 17 février 2017, des bombardiers stratégiques Tu-95MS, volant depuis le territoire russe à travers l'espace aérien de l'Iran et de l'Irak, ont attaqué des installations présumées de l'EIIL près de la ville syrienne de Raqqa avec les missiles de croisière Kh-101. Les cibles comprenaient des camps et des centres d'entraînement présumés de militants ainsi qu'un centre de commandement d'une importante unité de l'EIIL. Des bombardiers russes à long rayon d'action Tu-95MS ont de nouveau frappé des cibles de l'EIIL en Syrie le 5 juillet 2017, à une distance d'environ 1 000 kilomètres. Le 26 septembre 2017, les bombardiers stratégiques russes Tu-95MS ont mené de nouvelles frappes de missiles avec Kh-101 contre l'EIIL et la branche syrienne d'al-Qaïda (connue sous le nom de Hayat Tahrir al-Sham) dans les provinces d'Idlib et de Deir Ezzor.

### Invasion russe de l'Ukraine

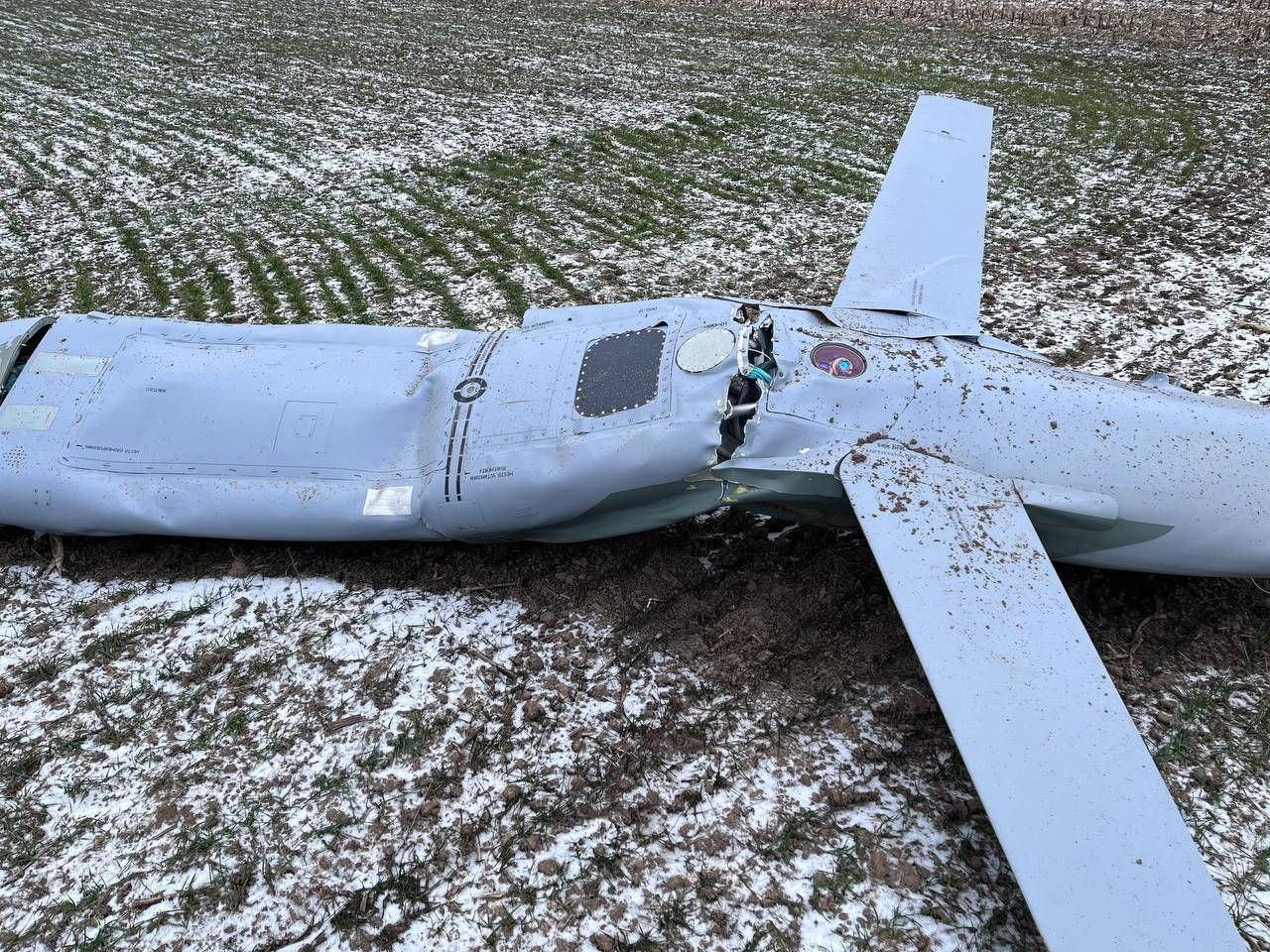
L'épave du Kh-101 découverte le 26 janvier 2023 dans Oblast de Vinnytsia, Ukraine

Le Kh-101 a été largement utilisé lors de l'invasion russe de l'Ukraine. Des sources du ministère américain de la Défense ont affirmé que ces missiles avaient connu un taux d'échec non négligeable : « soit ils ne parviennent pas à se lancer, soit ils ne parviennent pas à atteindre la cible, soit ils n'explosent pas au contact ». Une étude de juillet 2022 publiée par le Royal United Services Institute (RUSI) britannique pour les études de défense et de sécurité, n'était pas d'accord, notant que « pour autant que les scientifiques militaires ukrainiens puissent le déterminer, c'est en fait assez rare », le RUSI attribuant plutôt le taux élevé de missiles abattus à l'interception ukrainienne.
Le 6 mars 2022, environ huit missiles de croisière Kh-101 lancés par des bombardiers stratégiques Tu-160 et Tu-95MS depuis la mer Noire ont ciblé l'aéroport international de Havryshivka Vinnytsia.
Le 14 septembre 2022, le ministère de la défense ukrainien a signalé que les forces russes avaient utilisé huit missiles de croisière Kh-101, probablement provenant de bombardiers Tu-95MS, pour cibler diverses structures hydrauliques à Kryvyi Rih. Cela a provoqué une forte augmentation du niveau d'eau de la rivière Inhulets. Il avait été signalé précédemment que des missiles Kh-22 avaient été utilisés.
Au cours des frappes russes du 29 décembre 2023 contre l'Ukraine, des Kh-101 ont été vus déployant des leurres infrarouges.
Selon Defense Express, l'analyse de l'épave et des débris d'un Kh-101 abattu au-dessus de l'Ukraine en mars 2024 indique qu'à partir de début 2024, la masse de l'ogive du Kh-101 a été augmentée de 450 kg à 800 kg. Cette augmentation a été rendue possible en réduisant la capacité du réservoir de carburant, ce qui réduit d'autant la portée du missile.
Lors des attaques de missiles du 8 juillet 2024, six missiles Kh-101 ont touché le bâtiment de l'usine de construction de machines Artem à Kyïv,. Un autre missile russe Kh-101 a touché l'hôpital pour enfants Okhmatdyt à Kiev lors de la même attaque. Le ministère russe des Affaires étrangères a nié que la Russie ait frappé l'hôpital et a affirmé que la destruction avait été causée par un missile de défense aérienne ukrainien. Des sources prorusses l'ont décrit de diverses manières comme « un missile de défense aérienne américain Patriot » ou un AIM-120 AMRAAM. Des images de l'attaque montrent un missile de croisière Kh-101 frappant l'hôpital, et la Mission de surveillance des droits de l'homme des Nations Unies en Ukraine estime qu'un impact direct du missile est « hautement probable »,. Les images ont également montré des restes d'un missile Kh-101 dans les ruines de l'hôpital.
Le Financial Times a rapporté le 10 juillet 2024, citant une analyse du Bureau du Président de l'Ukraine, que la Russie avait multiplié par huit la production annuelle du Kh-101, passant de 56 missiles avant la guerre à 420 missiles en 2023, et a également affirmé que le missile utilise plus de 50 composants de fabrication occidentale.
Au petit matin du 2 septembre 2024, 14 missiles Kh-101, faisant partie d'une attaque plus vaste des avions Tu-95MS de Volgograd, ont été lancés. Le même jour, des fragments d'un missile, prétendument les restes d'un Kh-101, ont également été retirés à Kiev.
Le 25 février 2025, 7 missiles Kh-101 sont lancés pour frapper l'Ukraine, 6 sont abattus selon l'armée Ukrainienne.

## Variantes
- Kh-101 (OTAN AS-23A "Kodiak") - variante conventionnelle. Pendant la guerre en Ukraine, à partir de janvier 2023, la Russie a utilisé une version aérienne du Kh-101, qui libère des leurres en vol[30].
  - Une variante du Kh-101 a été utilisée dans la guerre russo-ukrainienne, avec une deuxième ogive hautement explosive contenant des fragments d'acier. L'augmentation de la masse totale de la charge militaire de 450 kg à environ 800 kg se fait au détriment de la portée en raison de la capacité réduite en carburant[31].
- Kh-102 (NATO AS-23B "Kodiak" ) - variante nucléaire.